# Ширококарамышское муниципальное образование
Ширококарамышское муниципальное образование — сельское поселение в Лысогорском районе Саратовской области Российской Федерации.
Административный центр — село Широкий Карамыш.

## История
Статус и границы сельского поселения установлены Законом Саратовской области от 29 декабря 2004 года № 118-ЗСО «О муниципальных образованиях, входящих в состав Лысогорского муниципального района».

## Население
| 2010  | 2011  | 2012  | 2013  | 2014  | 2015  | 2016  |
| ----- | ----- | ----- | ----- | ----- | ----- | ----- |
| 1672  | ↘1665 | ↘1633 | ↘1620 | ↗2483 | ↘2479 | ↘2443 |
| 2017  | 2018  | 2019  | 2020  | 2021  |       |       |
| ↘2423 | ↘2360 | ↘2321 | ↘2255 | ↘2198 |       |       |

## Состав сельского поселения
| № | Населённый пункт  | Тип населённого пункта       | Население |
| - | ----------------- | ---------------------------- | --------- |
| 1 | Атаевка           | село                         | ↘352      |
| 2 | Барсучий          | посёлок                      | ↘190      |
| 3 | Парижская Коммуна | посёлок                      | ↗53       |
| 4 | Урицкое           | село                         | ↗570      |
| 5 | Широкий Карамыш   | село, административный центр | ↘1429     |